# Jelcz 442.32
Jelcz 442.32 – średni samochód ciężarowy wysokiej mobilności w terenie, zbudowany w układzie dwuosiowym 4x4, zaprojektowany przez polskie przedsiębiorstwo Jelcz z przeznaczeniem dla polskich sił zbrojnych. Produkcję seryjną i dostawy rozpoczęto w drugiej połowie 2014 r.

## Historia

### Projekt
Prace projektowe nad nową konstrukcją samochodu ciężarowego były prowadzone od roku 2011 na bazie doświadczeń z eksploatacji dostarczonego wojsku w ilości kilku sztuk modelu Jelcz P442 D.28, jednak wiadomo o niej stosunkowo niewiele, gdyż konstrukcja pojazdu była utrzymywana przez firmę w tajemnicy. Nowy Jelcz swoją premierę miał we wrześniu 2013 roku, kiedy to został zaprezentowany podczas Międzynarodowego Salonu Przemysłu Obronnego w Kielcach, na stoisku będącym częścią wystawy Huty Stalowa Wola.

### Produkcja seryjna
Rozpoczęcie negocjacji mających dotyczyć zakupu ciężarówek klasy średniej dla Sił Zbrojnych Rzeczypospolitej Polskiej zostało zarządzone przez Inspektorat Uzbrojenia MON w dniu 30 stycznia 2013 r. Wartość złożonego zamówienia opiewała na kwotę 400 mln PLN i zakładało zakup co najmniej 866 pojazdów wysokiej mobilności w terenie (691 samochodów w wersji skrzyniowej i 175 podwozi do montażu sprzętu specjalistycznego), które miały by być dostarczone do roku 2018. Wynikało to bezpośrednio z tytułu modernizacji zaplecza logistycznego SZ RP, która w chwili obecnej dysponuje ponad 18 000 średnich ciężarówek (głównie Stary 266), jednak ponad 70% tego stanu jest eksploatowana od lat 80. XX wieku.

Program zamówienia nowych ciężarówek dla wojska został wpisany w projekt modernizacji technicznej SZ RP do 2022 roku.
29 listopada 2013 Inspektorat Uzbrojenia podpisał umowę na 910 Jelczy 442.32 dla Sił Zbrojnych Rzeczypospolitej Polskiej, które miały być dostarczane w latach 2014–2018. W 2014 roku dostarczono pierwsze 75 sztuk. Do 2020 roku powstało prawie 2000 pojazdów.
Montaż samochodu rozpoczęto również w zakładzie Huta Stalowa Wola S.A. Oddział Autosan w Sanoku, skąd pierwsze egzemplarze wyjechały na przełomie 2024 i 2025 roku.

## Opis

### Opis ogólny

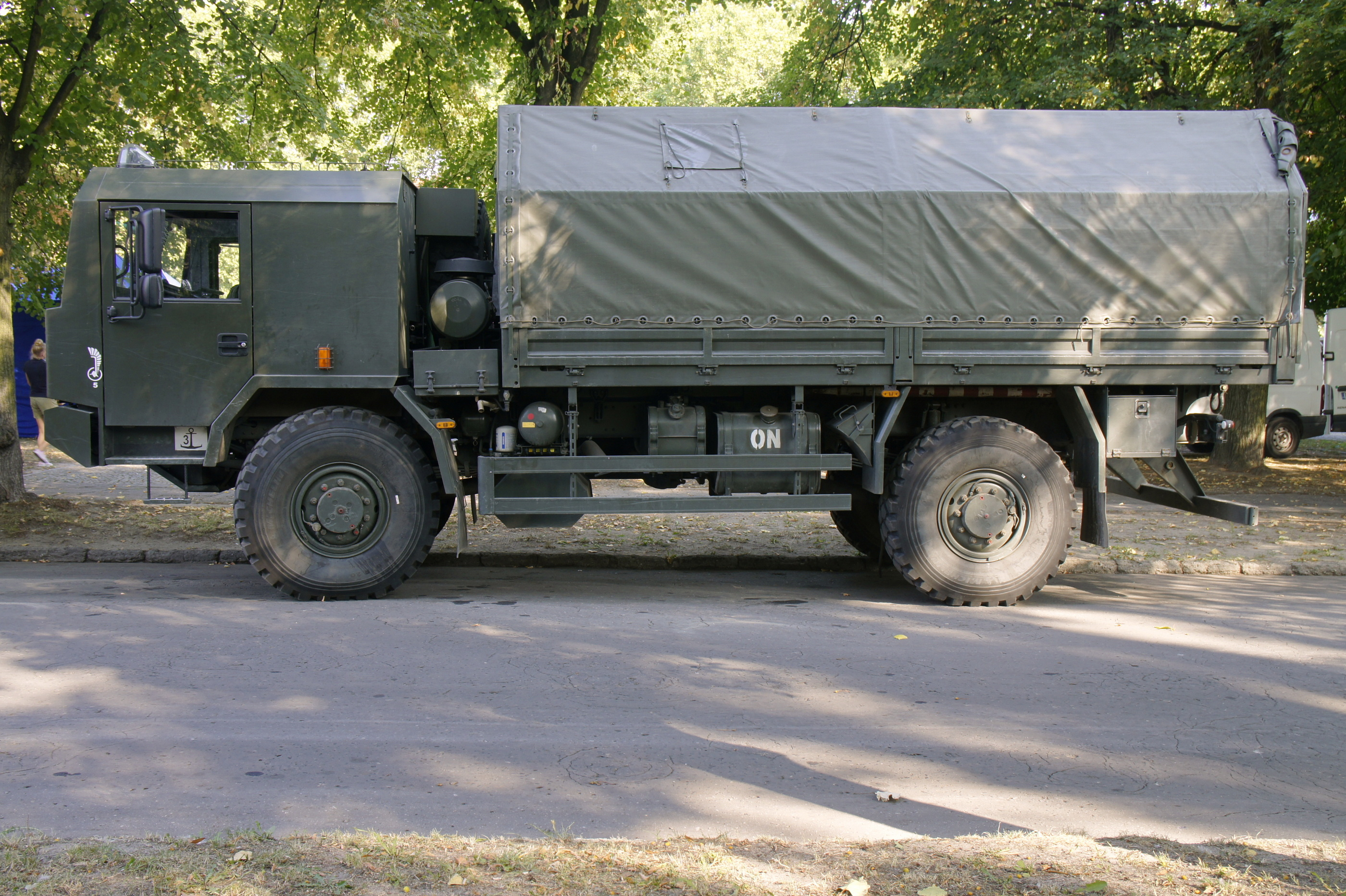
Jelcz 442.32 eksploatowany przez 17 Wielkopolską Brygadę Zmechanizowaną

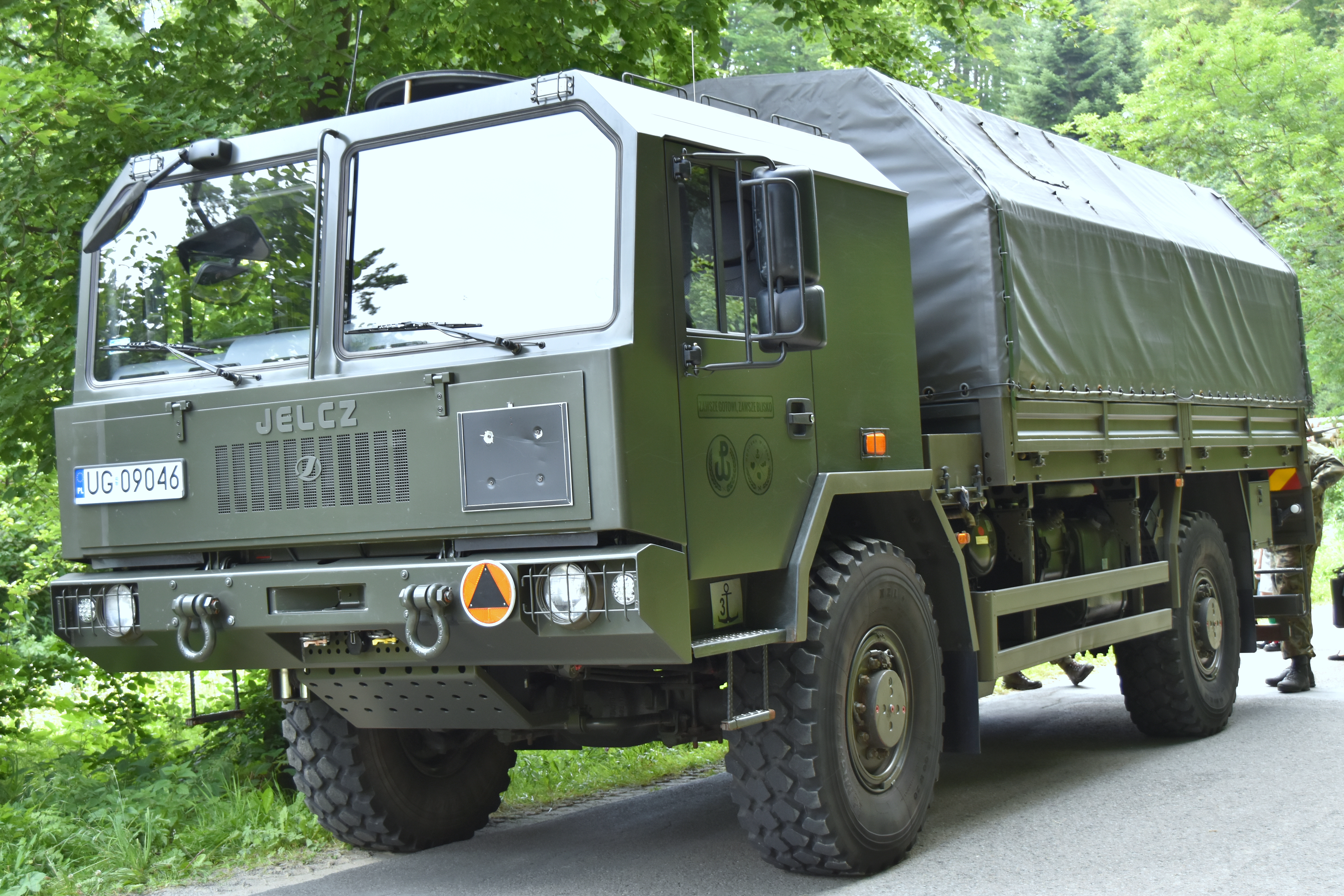
Jelcz 442.32 podczas uroczystości 83. rocznicy egzekucji na górze Gruszka

Jelcz 442.32 to ciężarówka charakteryzująca się wysoką mobilnością, która została zaprojektowana w tzw. europejskim klasycznym układzie konstrukcyjnym. Podwozie stanowi skręcano-spawana rama nośna z kabiną wysuniętą nieco przed przednią oś. Dopuszczalna masa całkowita pojazdu wynosi 15 600 kg, a ładowność podczas jazdy szosowej ma sięgać 6 ton, natomiast w terenie około 4 ton. Przewidywana eksploatacja pojazdu ma odbywać się w zakresie temperatur od -30 do +50 °C. Konstruktorzy szczególnie podkreślają bardzo duże kąty natarcia i zejścia, wynoszące po 35°. Jednak aby uzyskać tę wartość kąta zejścia, konieczne jest podniesienie niskiego zderzaka tylnego, wymaganego przez cywilne przepisy ruchu drogowego. Aby pojazd spełniał wymogi stawiane przez cywilne przepisy ruchu drogowego, po bokach pojazdu zostały zamontowane także boczne zderzaki, które jednak w krótkim czasie mogą zostać zdemontowane do jazdy terenowej. Samochód wyposażono w urządzenia i osprzęt do przewozu materiałów niebezpiecznych przy spełnieniu wymogów ADR. Z tego właśnie względu prędkość maksymalna, którą osiąga pojazd (ponad 110 km/h), została ograniczona do wartości 85 km/h. Standardowym wyposażeniem polepszającym możliwości taktyczne i użytkowe pojazdu są: hydraulicznie napędzana wyciągarka posiadająca możliwość odbioru liny zarówno z przodu, jak i z tyłu pojazdu, uchylny wysięgnik z kołem zapasowym, hol sztywny, a także zaczepy do transportu lotniczego i morskiego. Konstruktorzy dołożyli starań, aby pojazd był możliwie jak najbardziej niezawodny i jednocześnie wyposażony w nowoczesne rozwiązania techniczne. Przykładami mogą być tylne światła oparte na diodach LED, komputer pokładowy (który jest rozwiązaniem polskim).

### Kabina
Kanciasta kabina kierowcy, nawiązująca do wcześniejszych konstrukcji Jelcza, jest opracowaniem własnym firmy. W porównaniu do Jelczy 3- i 4-osiowych, została zwężona do 2440 mm, zgodnie z założeniem wynikającym z wymagań zamawiającego. Pomiędzy fotelami kierowcy i pasażera znajduje się tunel, gdzie znajduje się zespół napędowy; za fotelami umieszczono leżankę. Nowa jest deska rozdzielcza oraz automatycznie dostosowujące się do kierowcy fotele w kabinie. Zastosowano uchylaną hydraulicznie kabinę kierowcy, dla umożliwienia dostępu do silnika. Producent zgodnie z wojskowymi wymaganiami oferuje także montaż na żądanie odbiorcy kabiny opancerzonej (Jelcz-Komponenty współpracuje na tym polu z polską firmą Mikanit, posiadającą niezbędne możliwości techniczne i doświadczenie przy opracowywaniu pakietów kompozytowych pancerzy). Jelcz ponadto oferuje oprócz podstawowej, 2-osobowej kabiny także kabiny 4- lub 6-osobowe nieopancerzone i opancerzone.

### Skrzynia ładunkowa
Zaprezentowana w Kielcach wersja pojazdu wyposażona była w uniwersalną skrzynię ładunkową, przeznaczoną do transportu ładunków lub żołnierzy. Skrzynie wyposażono w 3 rzędy ławek umieszczonych wzdłuż osi pojazdu (dwa rzędy przy burtach oraz jeden umieszczony pośrodku), które pozwalają na transport do 24 żołnierzy piechoty zmotoryzowanej z pełnym wyposażeniem. Dzięki zamontowanym na skrzyni ładunkowej zaczepom podkontenerowym, pojazd może przewozić także 10- lub 15-stopowy kontener lub 12 europalet. Wymiary skrzyni to (odpowiednio: zewnętrzne/wewnętrzne) długość 4970/4900 mm i szerokość 2550/2460 mm.

### Silnik i skrzynia biegów
Silnik spalinowy, jak w przypadku większości ciężarówek, został umieszczony pod kabiną. Podstawowa wersja jednostki napędowej pochodzi z firmy Mercedes-Benz. Modyfikację do zastosowań militarnych przeprowadziła niemiecka firma MTU. Użyty silnik MTU 6R106TD21 jest jednostką wysokoprężną, rzędową, 6-cylindrową z turbodoładowaniem o mocy 326 KM (240 kW) i wysokim momencie obrotowym, sięgającym 1300 Nm. Spełnia normę emisji spalin Euro 3, cechuje się odpornością na zakłócenia elektromagnetyczne i odpowiada wojskowym wymaganiom dotyczących niezawodności, a także możliwości pracy na paliwie alternatywnym, lotniczym F-34. Zastosowanie nowego silnika, wymusiło na firmie konieczność przekonstruowania ramy nośnej, gdzie główną zmianą były inne mocowania silnika. Opracowano także nową kabinę kierowcy o zmienionej geometrii wewnętrznej oraz zastosowano mechanicznie sterowaną skrzynię biegów o 9 przełożeniach do jazdy na wprost (1 wydzielony bieg manewrowy, biegi 2-9 do jazdy terenowej i szosowej z podziałem na biegi „niskie” i „wysokie”) i jednym wstecznym, pochodzącą od ZF. Firma  ZF dostarcza także skrzynię rozdzielczo-redukcyjną z międzyosiowym mechanizmem różnicowym oraz przekładnię kierowniczą. 
W 2020 roku przetestowano z powodzeniem opracowaną przez Wojskowy Instytut Techniki Pancernej i Samochodowej wraz ze spółka Tezana modyfikację samochodu z zastosowaniem skrzyni automatycznej Allison 3000SP.

### Rama nośna, zawieszenie
Rama samochodu jest opracowaniem własnym Jelcza. Mosty napędowe z kołami połączono z ramą za pomocą zależnego zawieszenia. Resory paraboliczne, które zastosowano użyto ze względu na zapewnienie kompromisu pomiędzy np. obciążoną i nieobciążoną tylną osią. W przypadku zawieszenia przedniego uzyskuje się zmniejszenie amplitudy i częstości drgań pochodzących od nierówności drogowych, co z kolei znacząco zwiększa komfort w czasie jazdy. Zawieszenie wyposażono w amortyzatory hydrauliczne obustronnego działania.

### Napęd, koła
Napęd przenoszony jest na koła przez mosty napędowe z funkcją centralnego pompowania kół (także w ruchu), a także z blokadą mechanizmów różnicowych, które produkowane są przez amerykańską firmę Axeltech. Koła wyposażono w opony o rozmiarze 14.00 R20, oraz wkładki typu Beadlock, pozwalające na jazdę przy obniżonym ciśnieniu ogumienia. W Jelczu 442.32 zastosowano pneumatyczny, nadciśnieniowy, dwuobwodowy układ hamulcowy, który dodatkowo wyposażono w takie układy, jak: przeciwblokujący ABS (działający w czasie hamowania) i przeciwpoślizgowy ASR (działający w czasie przyspieszania). W grę wchodzi także zastosowanie (na życzenie użytkownika) kół z wkładkami typu RunFlat, przeznaczonymi do jazdy z uszkodzonym ogumieniem.

### Instalacja elektryczna
W pojeździe zastosowano hermetyczną instalację elektryczną, odporną na zakłócenia elektromagnetyczne i nie zakłócającą pracy wojskowych urządzeń łączności. Cała instalacja elektryczna opracowana jest na zasadzie budowy modułowej – zastosowano na przykład łącza, które uniemożliwiają przypadkowe błędne ich podłączenie, czy pomylenie gniazd pośrednich lub końcowych. Nad całością nadzór sprawuje komputer pokładowy, monitorujący zdarzenia w różnych układach i podzespołach samochodu. Jelcz opracował także system nadzorujący eksploatację i zarządzający obsługiwaniami. Zastosowane rozwiązania w komputerze pokładowym pozwalają na działanie systemu podpowiedzi dla kierowcy lub serwisanta w zakresie czynności niezbędnych do wykonania oraz niezbędnych materiałów eksploatacyjnych w czasie przeglądu serwisowego lub ewentualnej naprawy, co jest szczególnie ważne w przypadku zarządzania pojazdem lub ich flotą na szczeblu taktycznym czy operacyjnym.